# Laurière
Laurière (tiếng Occitan: L'Auriéra) là một xã của tỉnh Haute-Vienne, thuộc vùng Nouvelle-Aquitaine, miền trung nước Pháp.